# Österreichische Landsmannschaft

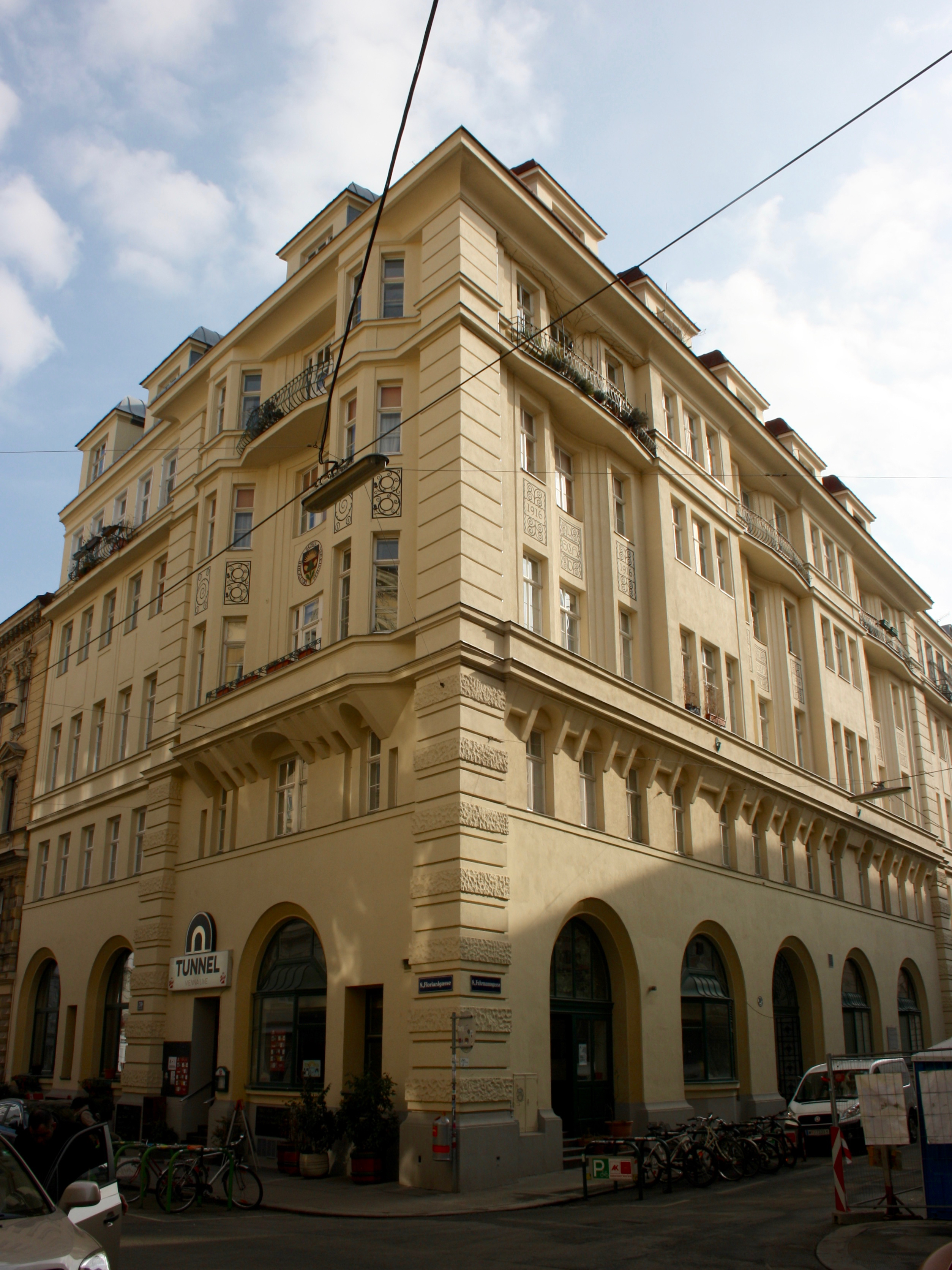
Schulvereinshaus in Wien, der Sitz der Österreichischen Landsmannschaft

Die Österreichische Landsmannschaft (ÖLM) ist ein österreichischer „Verbliebenenverband“ und Nachfolgerin des 1938 aufgelösten „Deutschen Schulvereins“ (DSchV), der die deutschen Volksgruppen in den Kronländern der ehemaligen Österreichischen Reichshälfte durch Schulbauten förderte. Der Sitz der ÖLM befindet sich in Wien.

## Geschichte
Die ÖLM wurde am 13. März 1952 als „Gemeinschaft nichtvertriebener Österreicher für die Heimatvertriebenen“ gegründet.
1955 wurde der DSchV als Traditionsverband der ÖLM wiedergegründet, nahm aber die alten Tätigkeiten nicht wieder auf; diese gingen an die ÖLM über. Seit dem 25. Januar 1958 arbeitet die Österreichische Landsmannschaft mit dem 1957 von Mirko Jelusich gegründeten Allgemeinen Deutschen Kulturverband zusammen, der die Betreuung der deutschen Minderheiten in Übersee übernommen hatte.
1984 konnte die ÖLM durch zahlreiche Spenden das alte, vom mährischen Industriellen und Mäzen Robert Primavesi gestiftete Schulvereinshaus in der Wiener Fuhrmannsgasse wieder erwerben und dort zahlreiche Räume beziehen.
Heute ist die ÖLM mit „Schutzbünden“ in verschiedenen Ländern vernetzt und in den Verein für Deutsche Kulturbeziehungen im Ausland (VDA) eingebunden.

## Publikationen
Seit 1953 erscheint monatlich die Verbandszeitschrift der Eckartbote, die im Juni 2002 in Der Eckart umbenannt wurde. Namensgeber ist, wie schon beim Vorgängerblatt des Schulvereins, der Wächter und Warner der deutschen Heldensage, der „getreue Eckart“, und nicht der nationalsozialistische Lyriker Dietrich Eckart. Seit 1958 erscheinen ebenfalls vierteljährlich die „Eckartschriften“.
Als Beiblätter zum Eckartboten sind die „Südpreß“ (ab 1956 vierteljährlich) und die „Thayawarte“ zu erwähnen.

## Arbeitskreis für Kultur und Geschichte
Eine Vorfeldorganisation der ÖLM war der Österreichische Arbeitskreis für Kultur und Geschichte. Dieser gab 1998 mit Engleutsch? Nein danke! eine sprachkritische Publikation aus dem Umfeld des Vereins Muttersprache heraus. An der zweiten Auflage dieses Buches arbeiteten unter anderem auch Thomas Paulwitz und Stefan Micko mit; es wurde in der ersten Auflage circa 33.000 Mal verkauft.

## Kritik
Das Dokumentationsarchiv des österreichischen Widerstandes (DÖW) bezeichnet die Österreichische Landsmannschaft als „rechtsextreme Organisation mit vordergründig humanitärer Ausrichtung, die vor allem im publizistischen Bereich beträchtliche Aktivitäten setzt und aufgrund ihrer ideologisch-kulturellen Tätigkeit eine wichtige integrative Funktion für das deutschnationale und rechtsextreme Lager erfüllt.“ Laut DÖW bestehen eine enge personelle und organisatorische Verknüpfung der ÖLM zur FPÖ und anderen rechtsgerichteten Organisationen.

## Schulvereinshaus
Das Schulvereinshaus in der Fuhrmannsgasse 18/18a wurde 1914 vom Deutschen Schulverein erbaut. Die Österreichische Landsmannschaft ist Eigentümerin des Schulvereinshauses und vermietet Räumlichkeiten an deutschnationale und rechtsextreme Studentenverbindungen, unter anderem die Burschenschaft Moldavia und die Mädelschaft Freya, sowie eine katholische Studentenverbindung (K.Oe.St.V. Danubia im MKV).